# Spaniel holandés
El spaniel holandés (en neerlandés: Kooikerhondje) es una raza de perro de tipo spaniel originaria de los Países Bajos que fue utilizado originalmente como un perro de trabajo, especialmente para la caza de patos.[cita requerida] Era muy popular en el siglo XVII y XVIII, y aparecieron en las pinturas de Rembrandt y Jan Steen.[cita requerida] La raza está ganando rápidamente popularidad en los Estados Unidos, Canadá y Escandinavia, donde todavía es relativamente desconocido.[cita requerida]

## Descripción
Es un perro resistente al frío y a la humedad. Es entusiasta, suave,  sociable y atento. Los movimientos de su cola atraen los patos[cita requerida] fuera del agua. Puede vivir aproximadamente 13 años, necesita ejercicio y mantenimiento de su pelo regularmente.[cita requerida]
- Altura: 35 a 40cm en la cruz
- Peso: 10 a 15 kg
- Esperanza de vida media: 13 años
- Pelo: de color naranja a rojo más o menos claro u oscurecido, longitud media, ligeramente ondulado, estrechado contra el cuerpo, pelo bajo desarrollado. Mantenimiento fácil.
- Cabeza: bastante ancha, un poco bombeada
- Cuello: recto y musculado
- Cuerpo: espalda sólida, pecho bajo
- Cola: horizontal, nunca curvada, con franjas penacho blanco